# Henri Desfontaines
Henri Desfontaines (6è districte de París, 12 de novembre de 1876 – 10è districte de París, 7 de gener de 1931) va ser un director, actor i guionista cinematogràfic de nacionalitat francesa, actiu en l'època del cinema mut.
El seu veritable nom era Paul Henri Lapierre, i va néixer i va morir a la ciutat de París, França,

## Filmografia

### Com a director
- 1908: Hamlet
- 1909: Le Puits et le Pendule
- 1910: Un invité gênant
- 1910: Shylock, le marchand de Venise
- 1910: Le Scarabée d'or
- 1910: Résurrection
- 1910: La Main verte
- 1910: Hop-Frog
- 1910: Le Gendre ingénieux
- 1911: Oliver Cromwell
- 1911: Le Roman de la momie
- 1911: Milton
- 1911: La Mégère apprivoisée
- 1911: Jésus de Nazareth
- 1911: La Femme-cochère
- 1911: L'Assassinat d'Henri III
- 1911: Falstaff
- 1911: Madame Sans-Gêne
- 1912: Vaincre ou mourir
- 1912: Le Page
- 1912: La Chambre au judas
- 1912: La Reine Élisabeth
- 1913: Sublime amour
- 1913: L'Homme nu
- 1913: La Carabine de la mort
- 1913: Anne de Boleyn
- 1913: Adrienne Lecouvreur
- 1913: Le Secret de Polichinelle
- 1914: Les Yeux du cœur
- 1914: Le Téléphone qui accuse
- 1914: La Reine Margot
- 1914: Monsieur Vautour
- 1914: Le Médecin des pauvres
- 1915: Nouvelle aurore
- 1916: La Forêt qui écoute
- 1916: Le Dernier rêve
- 1916: Chouchou
- 1917: Un vol étrange
- 1917: Pour l'Alsace
- 1918: Pendant la guerre
- 1918: Les Enfants de France et de la guerre
- 1918: Les Bleus de l'amour
- 1919: La Suprême Épopée
- 1919: Sa gosse
- 1920: La Marseillaise
- 1920: Autour du mystère
- 1921: Les Trois Lys
- 1921: Chichinette et Cie
- 1922: Son altesse
- 1922: La Fille des chiffonniers
- 1923: Madame Flirt
- 1923: L'Insigne mystérieux
- 1923: L'Espionne
- 1923: Château historique
- 1924: Vers Abecher la mystérieuse
- 1925: L'Espionne aux yeux noirs
- 1926: Le Capitaine Rascasse
- 1927: Poker d'as
- 1927: Belphégor
- 1928: Le Film du poilu

### Com a actor
- 1908: Hamlet
- 1908: Don Juan
- 1908: L'Arlésienne
- 1908: L'Homme aux gants blancs
- 1909: Une corderie
- 1909: La Princesse Tarakanowa et Catherine II
- 1909: Le Roi de Rome
- 1909: La Peur
- 1909: La Peau de chagrin
- 1909: La Fin de Lincoln
- 1909: L'Héritage de Zouzou
- 1909: Héliogabale
- 1909: Fleur de pavé
- 1909: La Dernière conquête
- 1909: Le Roman d'une jeune fille pauvre
- 1909: Pauvre gosse
- 1910: Sous la terreur
- 1910: L'Orgueil
- 1911: Le Roman d'une pauvre fille
- 1911: Jéus de Nazareth
- 1911: Camille Desmoulins
- 1911: L'Assassinat d'Henri III
- 1912: Antar
- 1912: La Dame aux camélias, de André Calmettes i Henri Pouctal
- 1914: Le Secret du châtelain
- 1914: La Reine Margot
- 1916: La Forêt qui écoute
- 1916: La Faute de Pierre Vaisy
- 1916: Soupçon tragique
- 1918: L'Obstacle
- 1919: Sa gosse
- 1920: Autour du mystère
- 1930: La Maison de la flèche
- 1931: L'Aiglon

### Com a guionista
- 1914: Les Yeux du cœur
- 1914: Le Téléphone qui accuse
- 1920: Autour du mystère

## Teatre
- 1900: Petite Femme, de Berthe Reynold, escenografia d'André Antoine, Théâtre Antoine
- 1904: Les Oiseaux de passage, de Lucien Descaves i Maurice Donnay, escenografia d'André Antoine, Théâtre Antoine
- 1904: El rei Lear, de William Shakespeare, escenografia d'André Antoine, Théâtre Antoine
- 1905: Monsieur Lambert, marchand de tableaux, de Max Maurey, escenografia d'André Antoine, Théâtre Antoine
- 1905: Vers l'amour, de Léon Gandillot, escenografia d'André Antoine, Théâtre Antoine
- 1907: La Maison des juges, de Gaston Leroux, Théâtre de l'Odéon
- 1907: Les Plumes du paon, d'Alexandre Bisson i Julien Berr de Turrique, Théâtre de l'Odéon
- 1908: Ramuntcho, de Pierre Loti, escenografia d'André Antoine, Théâtre de l'Odéon
- 1908: L'Alibi, de Gabriel Trarieux, Théâtre de l'Odéon
- 1908: Parmi les pierres, de Hermann Sudermann, Théâtre de l'Odéon
- 1909: Beethoven, de René Fauchois, escenografia d'André Antoine, Théâtre de l'Odéon
- 1909: La Bigote, de Jules Renard, escenografia d'André Antoine, Théâtre de l'Odéon
- 1909: Comme les feuilles, de Giuseppe Giacosa, Théâtre de l'Odéon
- 1909: Pierre de lune, de Louis Péricaud a partir de Wilkie Collins, Théâtre de la Porte Saint-Martin
- 1911: L'Armée dans la ville, de Jules Romains, escenografia d'André Antoine, Théâtre de l'Odéon
- 1911: Rivoli, de René Fauchois, Théâtre de l'Odéon
- 1912: La Foi, de Eugène Brieux, Théâtre de l'Odéon
- 1912: Troilos i Cr`rdsida, de William Shakespeare, Théâtre de l'Odéon
- 1912: L'Honneur japonais, de Paul Anthelme, Théâtre de l'Odéon
- 1912: Faust, de Johann Wolfgang von Goethe, Théâtre de l'Odéon
- 1913: Rachel, de Gustave Grillet, Théâtre de l'Odéon
- 1913: La Rue du Sentier, de Pierre Decourcelle i André Maurel, Théâtre de l'Odéon
- 1919: Pasteur, de Sacha Guitry, Théâtre du Vaudeville
- 1921: Le Comédien, de Sacha Guitry, Théâtre Édouard VII

Director
- 1929: Les Vrais Dieux, de Georges de Porto-Riche, Théâtre Albert